# Labena nigra
Labena nigra là một loài tò vò trong họ Ichneumonidae.